# Syntretus grodekovi
Syntretus grodekovi är en stekelart som beskrevs av Sergey A. Belokobylskij 2000. Syntretus grodekovi ingår i släktet Syntretus och familjen bracksteklar. Inga underarter finns listade i Catalogue of Life.